# Parattus
Parattidae
Famille
Genre
Parattus est un  genre fossile d'araignées aranéomorphes, le seul de la famille des Parattidae.

## Répartition
Les espèces de ce genre ont été découvertes dans la formation Florissant au Colorado aux États-Unis. Elles datent du Paléogène.

## Liste des espèces
Selon The World Spider Catalog 16.5 :
- †Parattus evocatus (Scudder, 1890)
- †Parattus latitatus (Scudder, 1890)
- †Parattus oculatus Petrunkevitch, 1922
- †Parattus resurrectus (Scudder, 1890)

## Publication originale
- (en) Petrunkevitch, « Tertiary spiders and opilionids of North America », Transactions of the Connecticut Academy of Arts and Sciences, 1922, vol. 25, p. 211–279.